# Willemer-Häuschen

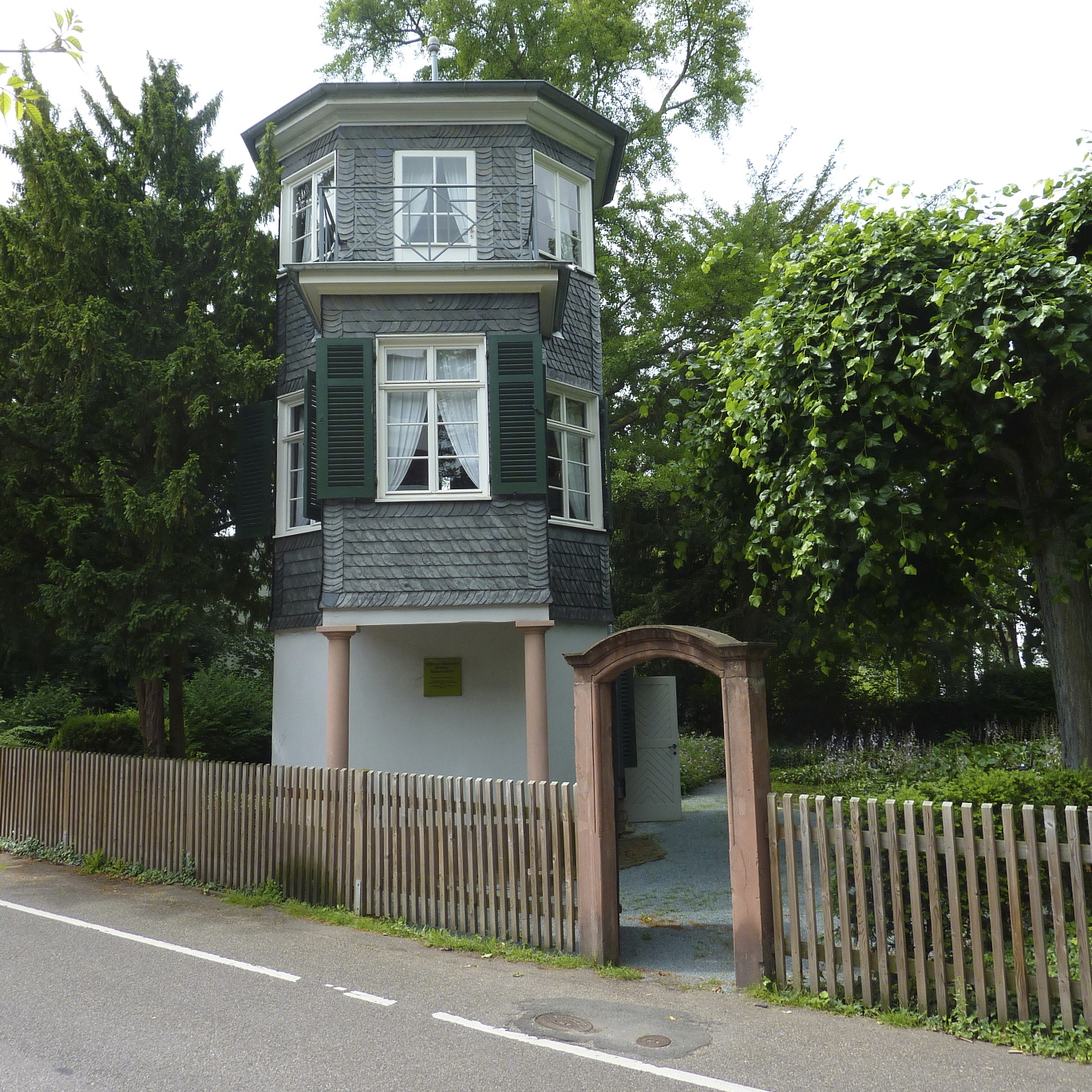
Die Vorderseite des Willemer-Häuschens von Nordosten gesehen

Das Willemer-Häuschen (auch Willemerhäuschen und Willemer-Gartenhaus) ist ein klassizistisches Gartenhaus aus dem frühen 19. Jahrhundert in Frankfurt am Main. Bekannt wurde es durch die dortigen Begegnungen des Dichters Johann Wolfgang von Goethe mit Marianne von Willemer im Jahr 1814. Im Zweiten Weltkrieg wurde das Originalgebäude bei den Luftangriffen auf Frankfurt am Main weitgehend zerstört und anschließend wieder aufgebaut. Heute befindet sich im Haus eine öffentlich zugängliche Goethe-Gedenkstätte, die vom Freien Deutschen Hochstift als „eine der beiden wichtigsten Goethe-Gedenkstätten in Frankfurt“ neben dem Goethe-Haus eingestuft wird.

## Lage

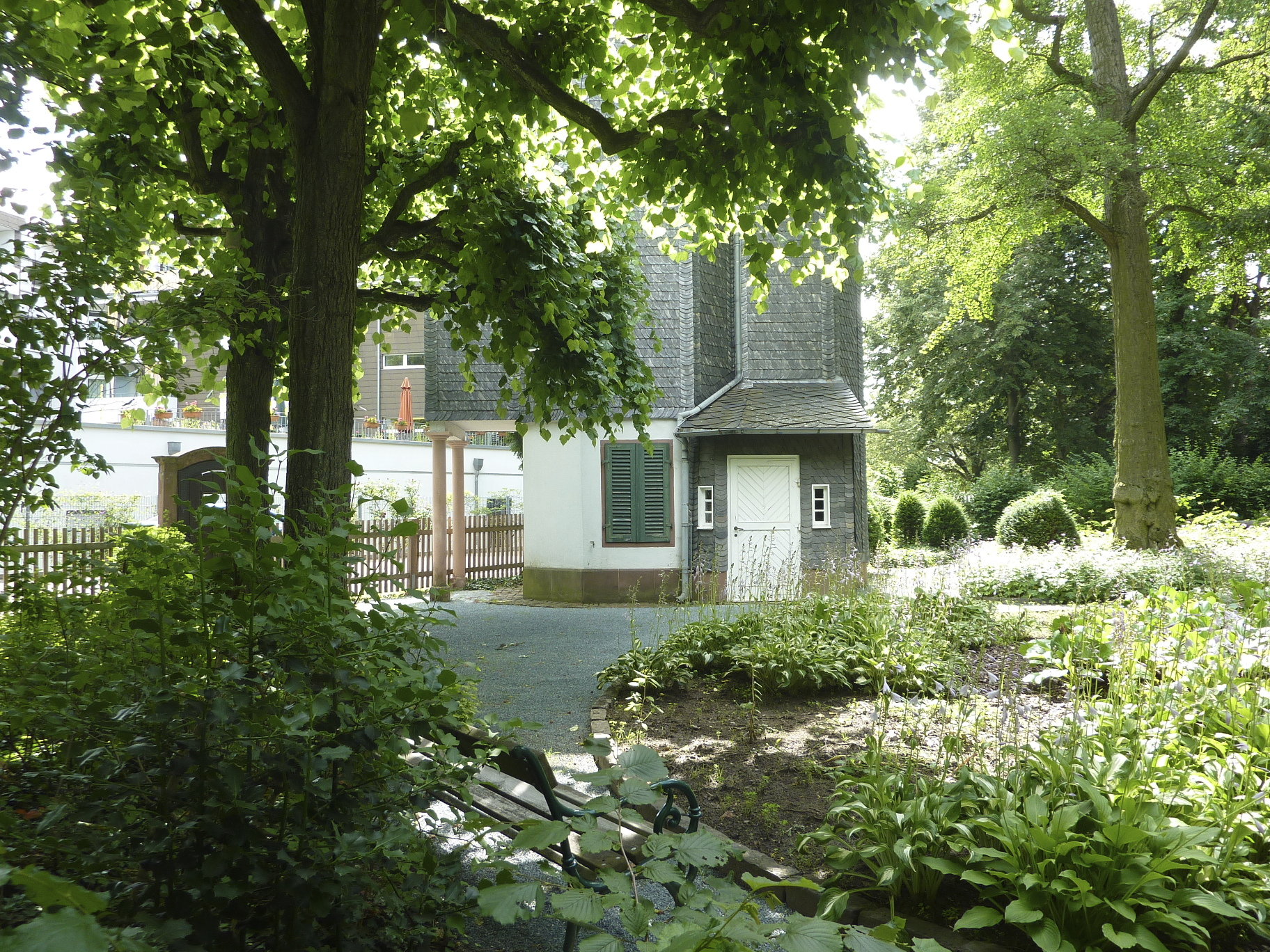
Seitenansicht mit Haustür, davor der Ziergarten

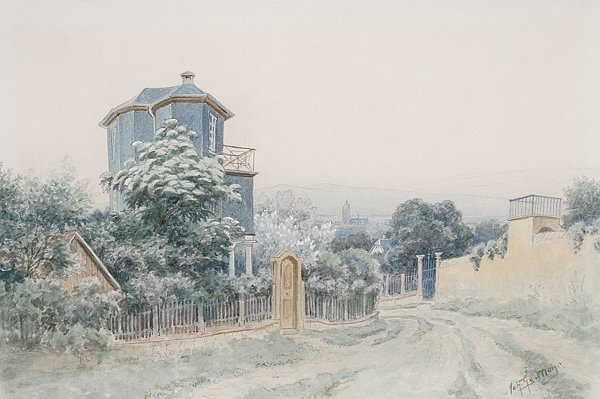
Johann Georg Mohr: Willemer-Häuschen im 19. Jahrhundert

Das Willemer-Häuschen steht auf dem Mühlberg am östlichen Rand des südmainischen Frankfurter Stadtteils Sachsenhausen an der Straße Hühnerweg. Es ist umgeben von einem kleinen, parkähnlich gestalteten Ziergarten mit Blumenrondell, Spazierwegen, Sträuchern und mehreren größeren Bäumen. Darunter befinden sich zwei große Ginkgo-Bäume, die nebeneinander hinter dem Gartenhaus stehen. Von der am Haus vorbeiführenden Straße Hühnerweg zweigt schräg gegenüber dem Willemerschen Grundstück die Mariannenstraße ab, deren Name auf die Geschichte des Ortes hinweisen soll.

## Geschichte

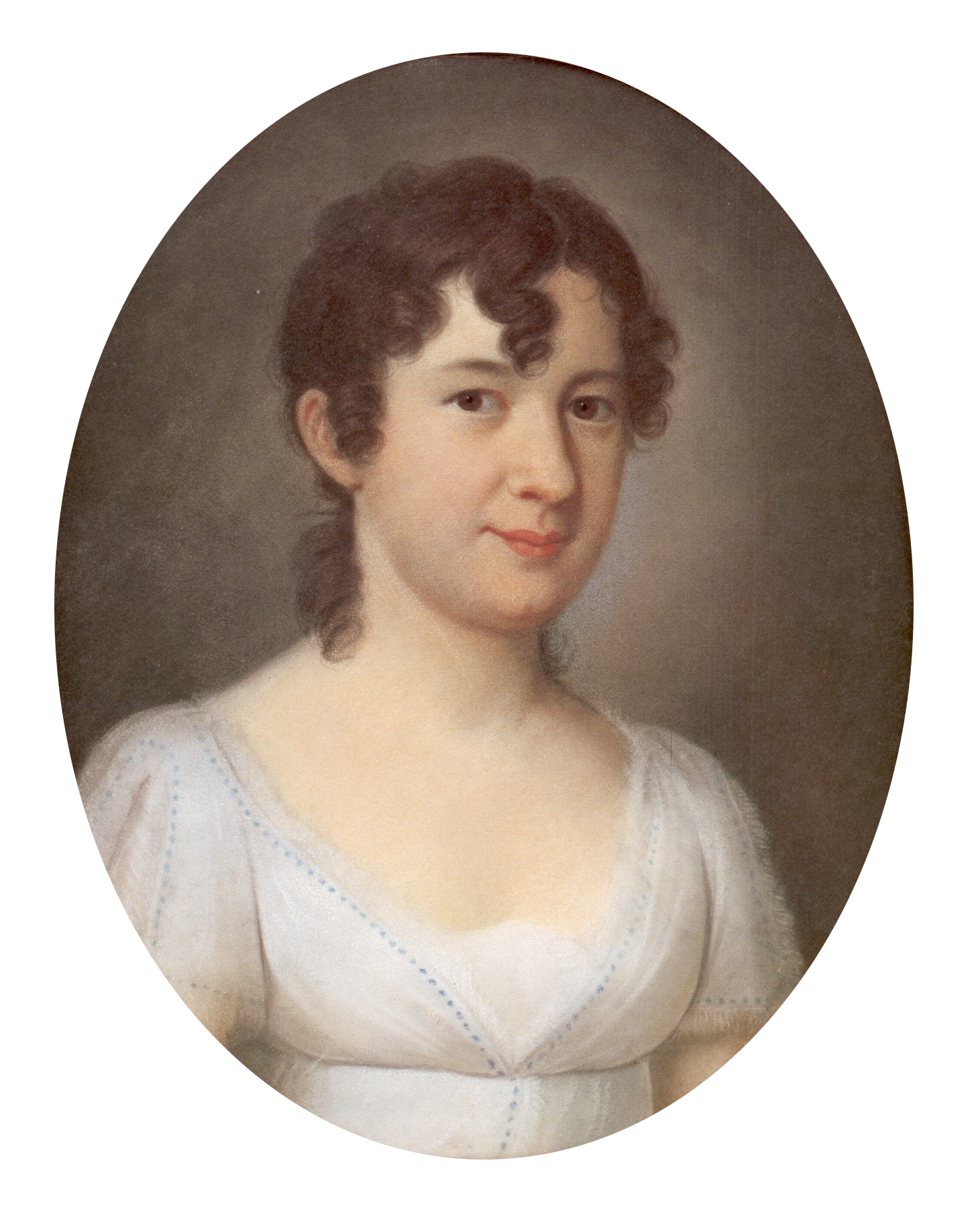
Marianne von Willemer. Pastell von Johann Jacob de Lose, 1809, Original: Freies Deutsches Hochstift – Frankfurter Goethe-Museum

Der Sachsenhäuser Hügel Mühlberg bot in früheren Jahrhunderten einen Fernblick über die Stadt Frankfurt bis zum nordwestlich gelegenen Mittelgebirgszug Taunus. Wohlhabende Frankfurter Bürger hatten im 18. Jahrhundert damit begonnen, dort Grundbesitz zu erwerben, um Landwohnsitze und Gartenhäuser bauen zu lassen. Der Frankfurter Bankier und Autor Johann Jakob von Willemer (1760–1838) hatte das in einem Weinberg auf dem Mühlberg gelegene Gartenhaus im Jahr 1809 erstanden und zu einem Sommerwohnsitz umbauen lassen. Am 18. Oktober 1814 trafen von Willemer und seine damals 29-jährige dritte Ehefrau Marianne (1784–1860) sich im Gartenhaus mit dem befreundeten Goethe, um die Freudenfeuer auf dem Kamm des Taunus anlässlich des ersten Jahrestages der Völkerschlacht bei Leipzig zu beobachten. Goethe schrieb im Jahr 1815 in einem Brief über die Begebenheit:

„[…] Da vergegenwärtigte ich mir die Freunde und die über Frankfurts Panorame so zierlich aufpunktierten Flämmchen, und zwar um so mehr, als es gerade Vollmond war, vor dessen Angesicht Liebende sich jedesmal in unverbrüchlicher Neigung gestärkt fühlen sollen.“

Im Willemer-Häuschen sollen in der Folgezeit bis 1815 Teile von Goethes Spätwerk West-östlicher Divan entstanden sein, namentlich mehrere Gedichte des Kapitels Buch Suleika, sowie die drei anonym von Marianne von Willemer verfassten Gedichte Hochbeglückt in deiner Liebe, Was bedeutet die Bewegung und Um deine feuchten Schwingen, die Goethe stillschweigend in das Werk aufnahm. Im Jahr 1815 besuchte Goethe die Willemers erneut, um in der seit 1786 von Johann Jakob gepachteten Frankfurter Gerbermühle seinen 66. Geburtstag zu feiern.
Das Gartenhaus wurde im Jahr 1902 durch die Stadt Frankfurt saniert und vom Freien Deutschen Hochstift mit Möbeln eingerichtet. Bei Luftangriffen auf die Stadt Frankfurt im Jahr 1943 (nach anderen Quellen im März 1944) wurde das originale Willemer Häuschen bis auf die Grundmauern zerstört. Von 1962 bis 1964 wurde das Gebäude vom Hochstift, der Stadt Frankfurt und dem Bezirksverein Sachsenhausen in identischer Form an gleicher Stelle wieder aufgebaut und erneut als Goethe-Gedenkstätte eingerichtet.

## Architektur

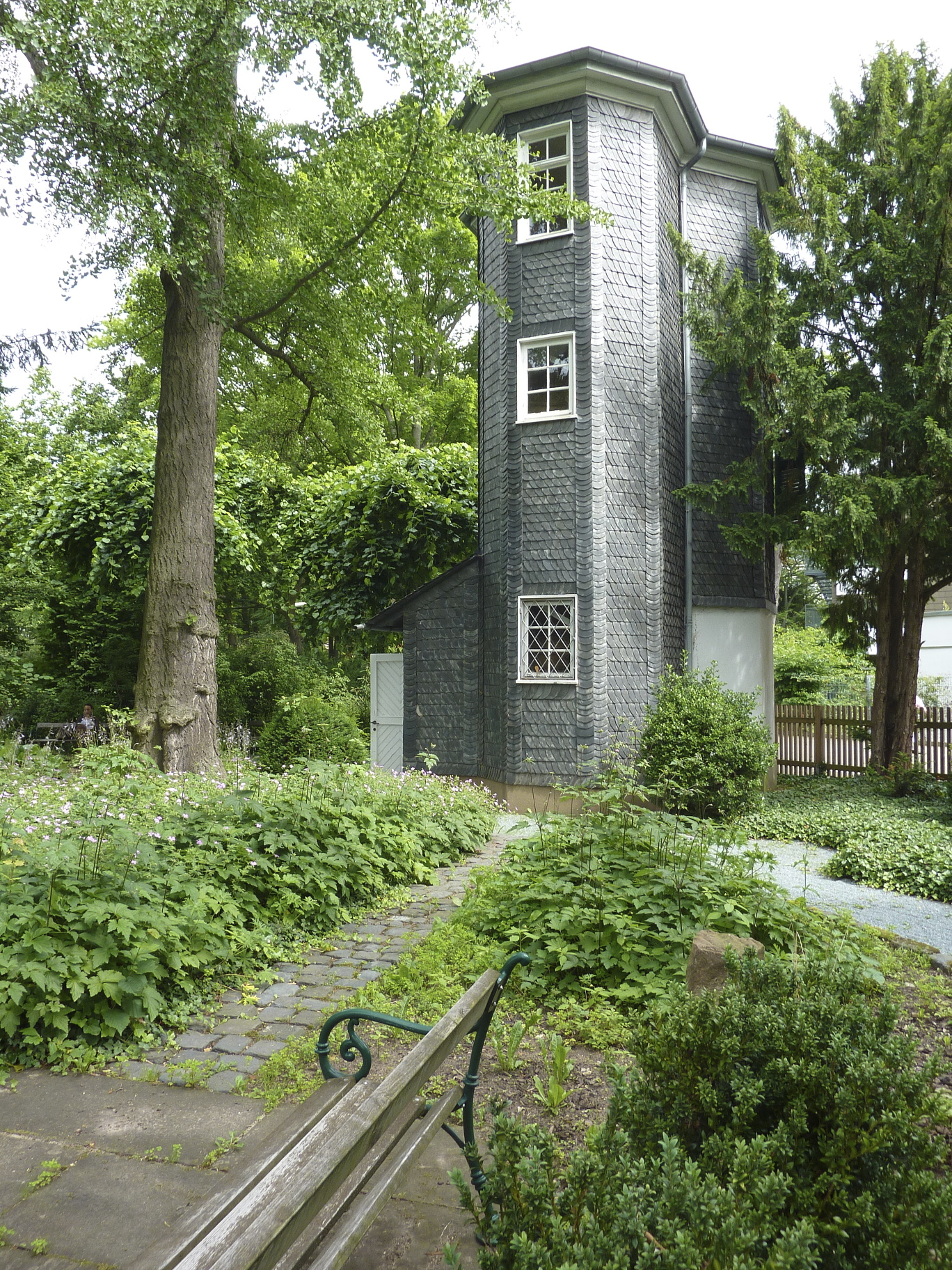
Ansicht von rückseitigem Treppenhaus und Garten

Das im Baustil des Klassizismus gestaltete Gartenhaus ist ein dreistöckiges, durch seine kleinformatige Grundfläche turmartig wirkendes Gebäude. Der Grundriss des Willemer-Häuschens hat die Form zweier aneinander gefügter, annähernd regelmäßiger Achtecke. An der Straßenfront des ersten Stockwerks ist ein rechteckiger Erker angebaut, mit einem kleinen Balkon darauf im zweiten Stock. Der größere, zur Straße gelegene Gebäudeteil mit Erker beherbergt je einen Museumsraum pro Etage. Im kleineren, zum Garten gerichteten Teil des Gebäudes befindet sich ein Treppenhaus mit Wendeltreppe und drei zum Garten gerichteten Fenstern.
Die beiden Obergeschosse des Vorderhauses, das gesamte Treppenhaus und das stumpfwinklige Zeltdach sind mit Naturschiefer gedeckt; das Erdgeschoss des Vorderhauses ist weiß verputzt, mit einem niedrigen Sockel aus Rotem Mainsandstein. Der Erker wird an den äußeren Eckpunkten von zwei schlanken Säulen gestützt. Die Obergeschosse haben für die geringe Grundfläche groß wirkende Fenster zur Straßenseite; die Fenster des Vorderhauses können im Erdgeschoss und im ersten Stock mit Fensterläden verdunkelt werden. Die Eingangstür zum Haus befindet sich in einem kleinen Anbau mit Pultdach auf der Nordwestseite des Gebäudes.

## Goethe-Gedenkstätte

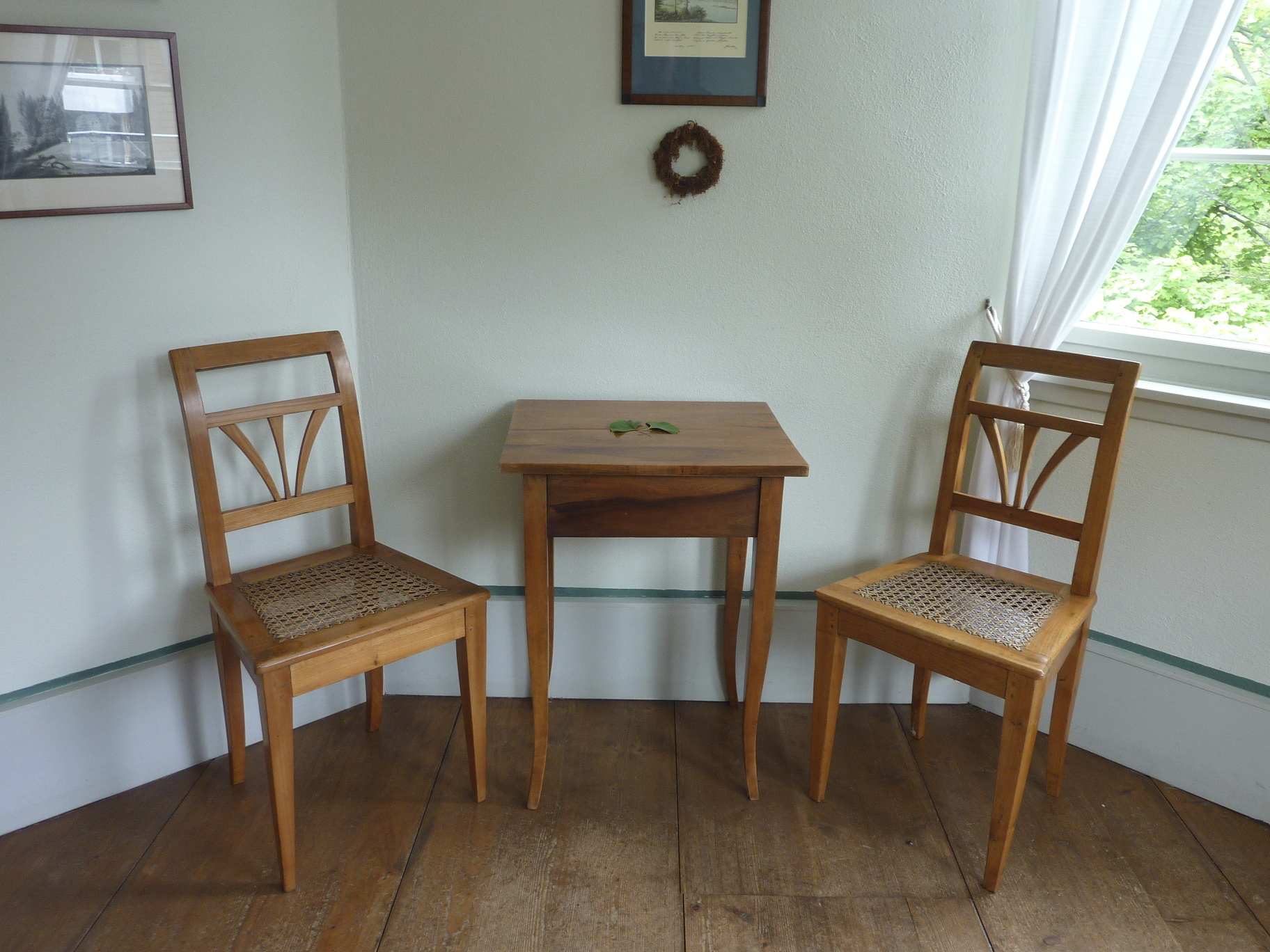
Sitzplatz im zweiten Obergeschoss

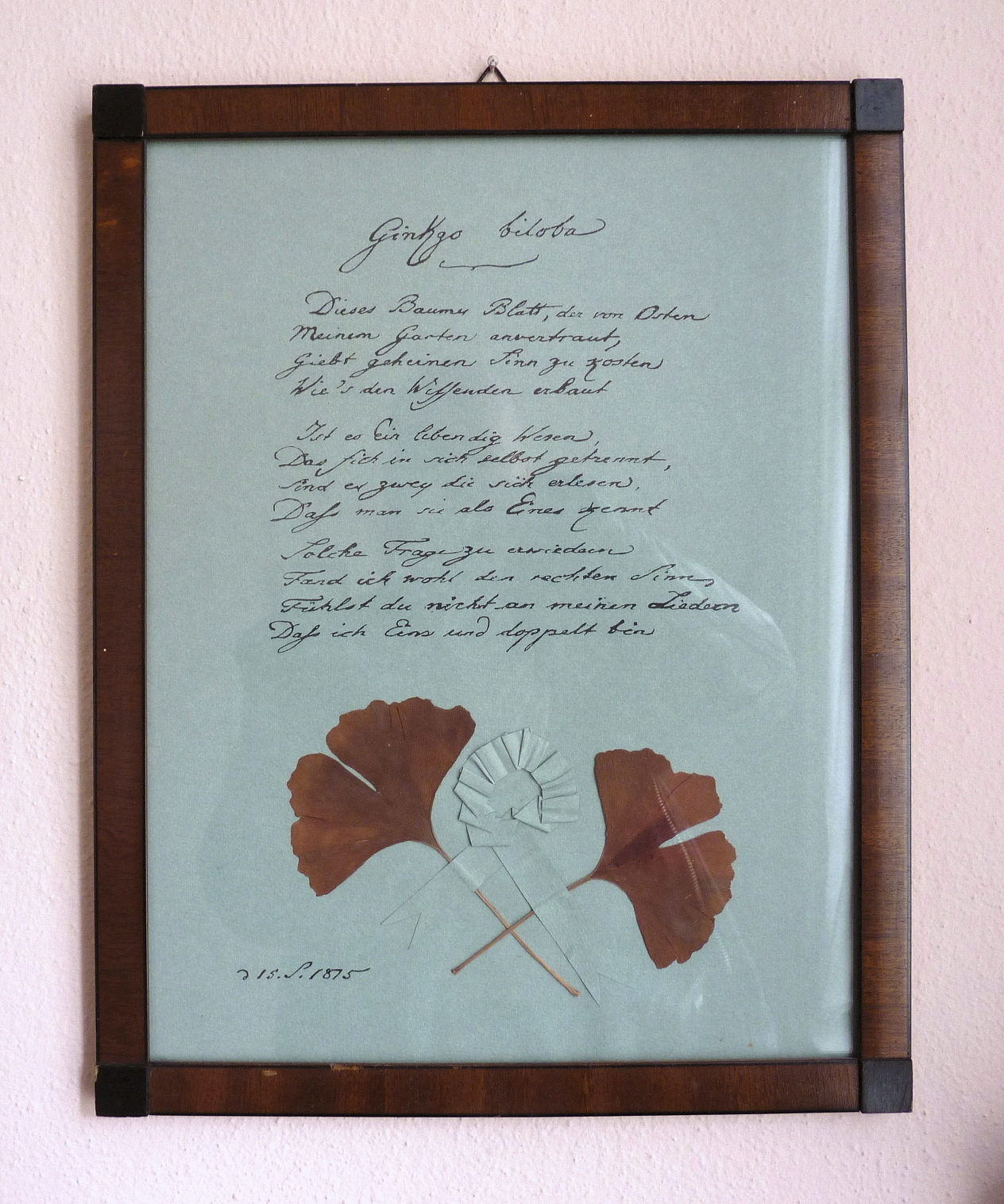
Goethes Gedicht Gingo biloba als Faksimile

Alle drei Stockwerke des Gartenhauses sind als museale Gedenkstätte der Erinnerung an Goethe und an seine Begegnungen mit Marianne von Willemer gewidmet.
Die beiden Obergeschosse sind ebenfalls im Stil des Klassizismus eingerichtet und in der Art von Wohnräumen des 19. Jahrhunderts mit Tapeten, Gardinen und Möbeln ausgestattet. Die Möblierung der Obergeschosse besteht aus einem Paar Stühlen mit kleinem Tisch, einem Sekretär, Marianne von Willemers Toilettentisch sowie einer kleinen Anzahl von Schauvitrinen. An den Wänden hängen gerahmte Bilder mit verschiedenen Porträts von Goethe und Willemer, mit Briefkopien sowie mit einigen zeitgenössischen Frankfurter Landschaftsdarstellungen, darunter Darstellungen des originalen Gartenhäuschens und der Gerbermühle. Ein besonderes Ausstellungsstück ist ein Faksimile des Papierbogens mit dem handschriftlich aufgezeichneten Gedicht Gingo biloba, das Goethe im Jahr 1815 mit zwei Ginkgo-Blättern verziert Marianne von Willemer gewidmet hatte (siehe nebenstehendes Foto).
Das Willemer-Häuschen verfügt über keine Heizung und ist im Winterhalbjahr für Besucher geschlossen. Nachdem die Möbel der Einrichtung längere Zeit der Winterwitterung ausgesetzt gewesen waren, wurden sie im Jahr 2006 durch die Werkstatt des Historischen Museums Frankfurt restauriert. Im selben Jahr wurde der Garten renoviert. Garten und Gartenhaus mit Gedenkstätte sind in der Zeit von April (beziehungsweise Ostersonntag) bis Mitte Oktober an Sonntagen von 11 bis 16 Uhr für Besucher geöffnet, der Eintritt ist frei. In Haus und Garten finden während der Sommermonate gelegentlich kulturelle Veranstaltungen statt.

## Verkehrsanbindung
Das Willemer-Häuschen ist jeweils etwa 300 Meter von den nächstgelegenen S-Bahnhöfen sowie von einer Haltestelle der Frankfurter Straßenbahn entfernt. Der S-Bahnhof Frankfurt Lokalbahnhof wird von den Linien S3 bis S6, der S-Bahnhof Mühlberg von den Linien S1 und S2 angefahren. An der nächstgelegenen Straßenbahnhaltestelle der Frankfurter Verkehrsgesellschaft VgF, Heister-/Seehofstraße halten die Linien 15, 16 und 18. Die von dort aus zurückzulegende Strecke führt teilweise relativ steil bergauf von der Offenbacher Landstraße aus den Hühnerweg entlang auf den Mühlberg. In der Nähe des Willemer-Häuschens sind keine öffentlichen Parkplätze für den motorisierten Individualverkehr ausgewiesen. Der Garten ist barrierefrei; das Haus ist es wegen seiner historischen Architektur nicht.